# Paul Houde
Pour les articles homonymes, voir Houde et Hood.
Paul Houde, né le 25 août 1954 à Saint-Laurent (Canada) et mort le 2 mars 2024, est un acteur et animateur de télévision et de radio québécois.

## Biographie
Paul Houde Junior naît le 25 août 1954 à ville Saint-Laurent (aujourd'hui un arrondissement de la ville de Montréal), au Québec. Il est le fils d'Aline Achim, femme au foyer, et de Paul Houde Senior, saxophoniste. Il a une sœur, Johanne Houde, ainsi qu'un frère, Pierre Houde célèbre commentateur sportif sur les ondes du Réseau des Sports (RDS). Il commence ses études universitaires à l’École polytechnique de Montréal et à la faculté des Arts et Sciences de l’Université de Montréal. Il termine son parcours universitaire à l'Université de Montréal en 1979, obtenant un diplôme BSc. en géographie. Il épouse Francine Audette le 10 juillet 1982, dix ans exactement après une éclipse solaire, d'où le choix de cette date. Ils ont deux garçons, Karl et Paul-Frédéric.
Paul Houde devient grand-père le 6 août 2017 d'un garçon nommé Léni Paul Arnaud Xavier Houde, issu de la relation entre son fils Karl et la chanteuse Ariane Zita. Le parrain de son petit-fils est Hugo Mudie, le chanteur du groupe punk canadien The Sainte Catherines.
Paul Houde est mort le 2 mars 2024 à la suite des complications d’une chirurgie cérébrale effectuée quelques jours plus tôt. Une chapelle ardente a lieu au Planétarium de Montréal le 5 avril 2024, symboliquement à quelques jours de l'éclipse solaire du 8 avril 2024.

### Carrière radiophonique
Paul Houde commença sa carrière comme animateur de radio le 4 mai 1975 dans le cadre d'une émission intitulée « nuits de week-end » à CKAC 730,. Il avait obtenu cet emploi grâce à ses talents d'imitateur. Pierre Arpin, auteur de nombreuses énigmes diffusées à la radio l'avait référé à Pierre Robert, directeur des programmes de CKAC à l'époque, qui l'avait rencontré le jour même malgré son scepticisme initial, avant de l'embaucher dès le lendemain. Ensuite, il a animé plus de 6 000 émissions principalement le matin à CKAC, à CKCH (en) à Hull en 1976, puis à CKMF-FM à partir du 16 juillet 1979,,,,, puis CFGL-FM à partir du 26 juillet 1982 où il y restera jusqu'en 1991. Il réintègre CKAC où on lui confie la case du retour à la maison. En mars 1992, Paul remplace Jacques Proulx le matin pour raisons de santé. À la suite du vendredi noir qui a forcé la fermeture de CJMS, l'animateur du matin Paul Arcand est transféré à CKAC, reléguant Paul Houde comme chroniqueur sportif, et sont demeurés amis. Il revient à CFGL dès le 19 août 1996.
À l'automne 2002, Paul quitte Rythme FM, acceptant l'offre de coanimer la nouvelle émission d'avant-midi Tous les matins avec Dominique Bertrand à la Télévision de Radio-Canada. L'émission de télé n'est pas un succès et Paul revient à Rythme FM à l'automne 2003. En juin 2006, Paul apprend qu'il ne sera pas de retour à l'automne lorsque Rythme FM annonce Patrice L'Écuyer comme nouvel animateur matinal. TQS lui propose de rejoindre l'émission matinale Caféïne à l'automne, mais il décline, demeurant au jeu télévisé Le Cercle à TVA.
Depuis le 30 avril 2007, Paul Houde est animateur au 98,5 FM.
À la radio, il a principalement été connu comme « morning man ». Toutefois, depuis 2007, il est à la barre à l'émission Le Québec Maintenant (anciennement Montréal Maintenant) de 15 h à 18 h 30 au 98,5 FM. Le 9 janvier 2019, Cogeco annonce que l'animateur quittera son émission à la fin de la présente saison. Il animera ensuite une émission les samedis et dimanches matins à partir de l'automne 2019.
De la fin du mois d'août 2022 jusqu'en 2023, il animait Les Weekends sportifs de Paul Houde à BPM Sports en plus de tenir la chronique hebdomadaire Des chiffres et des Houde à l'émission La journée (est encore jeune) de ICI Radio-Canada Première.

### Carrière télévisuelle
Il a participé à de nombreuses émissions de variétés à l’antenne de Radio-Canada, TVA, TQS, Télé-Québec. Son talent d'humoriste est reconnu, entre autres, par ses nombreuses imitations fort réussies de personnalités publiques. Il participa à l'émission du Bye-Bye en 1976 et en 1983 en effectuant plusieurs imitations de personnalités politiques.
À l'automne 1983, Radio-Canada choisit Paul à l'animation d'un nouveau quiz télé Les Mots et les maux, dont la production a été retardée, puis abandonnée.
Mais c'est par-dessus tout son animation du jeu télévisé Lingo, sa coanimation avec Charles Lafortune au jeu télévisé Le Cercle, où il jouait le maître de jeu, et son emploi de chroniqueur à l'émission La fin du monde est à sept heures qui le feront connaître comme un personnage incontournable du paysage télévisuel québécois.
L'émission Le Cercle a entrepris une troisième saison à l'automne 2007. Paul Houde est également animateur du documentaire « Québec à la Une ». qui prendra l'affiche au réseau TVA en septembre 2007. Il reprendra également son personnage de « Fernand » dans la télésérie Les Boys à l'antenne de Radio-Canada à compter de septembre 2007. Il participe aussi à l'émission 3600 secondes d'extase à Radio-Canada en tant que chroniqueur au côté de son complice de longue date Marc Labrèche.

### Cinéma
Révélé au cinéma par son incarnation du personnage du gardien de but Fernand « Fern » Rivest, Paul Houde fera de ce drôle de « loser sympathique féru de statistiques sportives »[réf. souhaitée] l'un des pivots de l'équipe de hockey de garage. Le succès au box-office de ces quatre films de la série Les Boys du producteur Richard Goudreau des Productions Melenny sont par ailleurs dans la courte liste des plus gros vendeurs de l'histoire du cinéma québécois.

## Discographie
- 1982 : Les gens qui défont l'événement / L'émission des capotés du sport - Disque Gamma[23]

## Filmographie

### Acteur
- 1976 : Bye Bye 1976 : plusieurs imitations
- 1983 : Vaut mieux en rire : imitateur[24]
- 1983 : Bye Bye 1983 : plusieurs imitations[25]
- 1989 : Rira bien : plusieurs imitations
- 1997 : Les Boys : Fernand / Voix à la radio
- 1998 : Les Boys 2 : Fernand
- 2001 : Les Boys 3 : Fernand / Voix à la radio
- 2005 : Les Boys 4 : Fernand
- 2007 : Les Boys (série) : Fernand

### Narrateur
- 1999 : Les Chasseurs d'ombre (Documentaire de l'ONF sur les éclipses solaires)

## Télévision

### Animateur
- 1998 : Lingo
- 1997 - 2000 : La fin du monde est à sept heures
- 2000 : Les Gingras-Gonzalez (CNM)
- 2005 - 2011 : Le Cercle
- 2005 : Mon œil[26] (Documentaire produit Zone 3 sur l’aviation commerciale)
- 2012 - : Dans l'œil du dragon
- 2023 : Paul dans tout ses états : lui-même

### Commentateur sportif
- 1984 : Radio-Canada, Commentateur, basketball, Jeux Olympiques d’été de Los Angeles.
- 1980 - 1989 Radio-Canada, Analyste, Football américain, Ligue nationale de football (NFL).
- 1987 : TQS, Commentateur, Football américain, Super Bowl XXI à Pasadena.
- 1988 : TQS, Commentateur, Football américain, Super Bowl XXII à San Diego.
- 1988 : Radio-Canada, Commentateur, athlétisme, Championnats du Monde Junior d’Athlétisme à Sudbury.
- 1992 : TVA, Commentateur, athlétisme, Jeux Olympiques d’été de Barcelone.
- 1994 : TVA, Commentateur, bobsleigh et luge, Jeux Olympiques d’hiver de Lillehammer.
- 1994 : Radio-Canada, Analyste, athlétisme, XVe Jeux du Commonwealth de Victoria.
- 1995 : CKAC, Commentateur, Sélection villes olympiques 2002 à Budapest.
- 1996 : Radio-Canada, Analyste, athlétisme, Jeux Olympiques d’été d’Atlanta.
- 1998 : Radio-Canada, Commentateur, bobsleigh et luge, Jeux Olympiques d’hiver de Nagano.
- 1999 : Radio-Canada, Analyste, athlétisme, XIIIe Jeux Pan-Américains à Winnipeg XIIIe Jeux Pan-Américains.
- 2004 : Radio-Canada, Commentateur-reporter, Jeux Olympiques d’été d’Athènes (Cérémonies d’ouverture et de clôture, entrevues).
- 2014 : TVA Sports, Commentateur-éditorialiste, matchs du samedi soir du Canadien de Montréal.

## Récompenses et nominations

### Récompenses
- Gémeaux. Meilleure interprétation Émissions d’humour. (émission RIRA BIEN 1990)
- Gémeaux. Meilleure animation Émissions sportives « Jeux olympiques de Barcelone ». 1993

## Divers
- Il tient des journaux personnels depuis qu'il sait écrire. À chaque jour, il y ajoute un nouveau chapitre ce qui résulte aujourd'hui à près de cinquante ans de base de données sur sa vie personnelle. Il a informatisé le tout.[réf. souhaitée]
- Il est astronome amateur depuis 1969.[réf. souhaitée]
- Il a dirigé ou participé à plusieurs expéditions afin d’observer des éclipses solaires.[réf. souhaitée]
- Il a remporté deux prix au concours International des fabricants de télescope à Springfield, Vermont (1971 et 1973).[réf. souhaitée]
- Les talents de Paul Houde sont multiples, notamment celui de faire des imitations, qu'il a mis de l'avant lors d'émissions de radio ou de télévision. Il a réalisé de multiples imitations, entre autres de Gilles Proulx, Pierre Dufault, Roger Drolet, Frenchie Jarraud, René Lévesque, Jean Drapeau, René Lecavalier, René Homier-Roy, Luc Plamondon, Brian Mulroney, et Marcel Léger.
- Il a participé à deux reprises au Marathon international de Montréal, soit en 1986 et en 1990.
- En juillet-août 1990, il a participé à une expédition britannique de trekking au K2 (2e sommet du monde, 8 611 m) dans le Karakoram (Himalaya). Il a atteint le camp de base (5 100 m).
- Il a complété un tour du monde avec Denis Plante, gagnant du concours de radio « Faites le tour du monde avec Paul Houde ». Ils ont établi un record : 40 heures 17 minutes en tant que passager de lignes aériennes commerciales les 11-12-13 octobre 1996, en effectuant le trajet Montréal - Paris - Tokyo - New York - Montréal.
- Il passa à l'émission La Petite Séduction et il a été choisi pour être séduit par les résidents de Saint-Michel-de-Bellechasse. L'émission fut diffusée le 14 août 2006. À cette occasion, la boucherie Jocelyn Marquis de cette municipalité vend une saucisse spéciale comprenant divers ingrédients qui est nommée la saucisse Paul Houde.
- Dans le langage populaire québécois, on appelle régulièrement une personne très savante et ayant réponse à tout un Paul Houde. Cette association est principalement due à son rôle de coanimateur du jeu télévisé le Cercle, entre 2005 et 2011, jeu dans lequel M. Houde laisse l'impression de posséder toutes les connaissances, ainsi que de son personnage de Fernand dans la saga Les Boys, alors que ce dernier est caractérisé par son habileté à apprendre par cœur des centaines, voire des milliers, de questions statistiques concernant le monde du hockey.
- En juillet 2014, Paul Houde refait le trajet du triste vol MH17 de la ligne Malasian Airline, pour « se replonger dans le contexte où se sont précisément trouvés les 298 malheureux passagers qui ont péri dans l'écrasement de leur appareil, touché par un missile dans les cieux de l’Ukraine », s'attirant ainsi plusieurs critiques moqueuses[réf. souhaitée].
- Lors de l'épisode de Sucré salé du 21 juin 2023, Paul Houde a annoncé avoir reçu un diagnostic du trouble du spectre de l'autisme[27] à l'âge de 69 ans[28].